# Black Mirror 3
Pour les articles homonymes, voir Black Mirror.
Black Mirror 3 ou Black Mirror III est un jeu vidéo d'aventure développé par le studio allemand Cranberry Production et édité en France par Micro Application. Il a été annoncé lors du salon E3 en juin 2010, est sorti en Allemagne le 4 février 2011 puis en France le 11 avril 2011. Ce jeu est la suite de Black Mirror 2 et constitue le dernier épisode de la trilogie « Black Mirror ».
Après ses précédentes mésaventures, Adrian Gordon a l'intention de mettre fin à la malédiction des Gordon qui a frappé son père et semble intimement liée à la rivalité entre Mordred et Marcus Gordon, les deux frères fondateurs du château de Black Mirror au XIIIe siècle.

## Trame

### Personnages
- Adrian Gordon : fils de Samuel Gordon. Son appartenance à la famille Gordon lui a été révélée dans Black Mirror 2. Il vivait auparavant aux États-Unis sous le nom de Darren Michaels.
- Victoria Gordon : arrière-grand-mère d'Adrian.
- Inspecteur Conrad Spooner : inspecteur enquêtant sur les crimes commis dans Black Mirror 2. Il pense notamment qu'Adrian a tué Miss Valley et mis le feu au château.
- Zak : agent de police.
- Matt Newcastle : codétenu d'Adrian au commissariat de Willow Creek.
- Dr Joyce Winterbottom : psychiatre d'Adrian.
- Abaya : épicière de Willow Creek.
- Denise : tenancière du café de Willow Creek.
- Edward : serveur de café. S'intéresse à l'histoire et à l'archéologie. Souhaite devenir majordome au château de Black Mirror depuis la mort de Bates et Sally.
- Valentina Antolini : sœur religieuse envoyée par le Vatican pour veiller sur Victoria puis sur Adrian.
- Murray : directeur de l'hôtel.
- Mark : fossoyeur du cimetière de Warmhill.
- Père Frédérick : prêtre de l'église de Warmhill.
- Tom : tenancier du pub de Willow Creek en très mauvais termes avec Adrian Gordon depuis Black Mirror 2.
- Phil : tortionnaire exerçant dans l'ancienne morgue du docteur Heinz Hermann.
- Greg : ouvrier mercantile.
- Steve : ouvrier travaillant au château.

### Scénario
Black Mirror 3 prend la suite immédiate de Black Mirror 2 : le château de Black Mirror est en flammes, le corps de Miss Valley a été retrouvé par la police, et Adrian Gordon (Darren Michaels) revient de la forêt avec un bout de bois enflammé. L'inspecteur Spooner, chargé d'enquêter sur l'affaire, voit en Adrian le suspect no 1, et le met en détention provisoire malgré les protestations d'Adrian qui se sait innocent.
Chapitre 1 : Trois semaines après l'incendie, Adrian est remis en liberté car sa caution a été payée par un inconnu. Le jeune homme se sait habité par une âme mauvaise à la suite de l'accomplissement du rituel maléfique à la fin de Black Mirror 2, ce qui se traduit par des visions brutales et meurtrières. Les habitants de Willow Creek ont peur de lui, et Victoria Gordon (en très mauvaise santé au château de Black Mirror) ne croit pas à son innocence. Déambulant dans les environs jusqu'à l'église de Warmhill, Adrian se fait attaquer en soirée par deux chiens-loups et se réfugie dans une cabane de la forêt qui s'avère être l'ancienne cabane de Ralph, un personnage simplet rencontré dans les deux précédentes aventures.
Chapitre 2 : Adrian découvre sur le bureau de Murray (directeur d'hôtel) que c'est ce dernier qui lui a payé sa caution dans l'espoir qu'Adrian commette des crimes pour raviver la curiosité touristique autour du village. Dans la journée, Adrian rencontre Phil, un inconnu ayant eu une panne de voiture. Alors qu'Adrian regarde sous le capot pour essayer de trouver la cause du problème, Phil l'assomme. Adrian se retrouve enfermé dans un casier de l'ancienne morgue du docteur Heinz Hermann. Il parvient à se libérer et découvre dans les autres casiers un cadavre putréfié ainsi que Ralf, qui a été torturé par Phil et Murray. Adrian parvient à assommer Phil et l'enferme dans la morgue après avoir libéré Ralph. Adrian se rend à l'hôtel de Murray et découvre une photo d'Angelina prise en train de mettre le feu au château de Black Mirror, ce qui peut prouver l'innocence d'Adrian aux yeux de Victoria. Cette dernière lui explique que le rituel maléfique accompli 3 semaines auparavant a fait entrer en lui l'âme maléfique de Mordred Gordon, lui donne des indications vagues pour mettre un terme à la malédiction qui le frappe, puis meurt.
Chapitre 3 : D'après les indications vagues de Victoria, Adrian parvient à tracer sur une carte des figures géométriques indiquant la présence de cinq portails magiques permettant d'accéder à la salle d'invocation où se sont terminés Black Mirror 1 et Black Mirror 2. Adrian découvre que ces portails sont désormais inaccessibles, à l'exception du cinquième, qui se trouve à l'endroit où Vic Valley a été tué 12 ans plus tôt. Adrian tente de casser la pierre qui en bloque l'entrée, sans succès. Adrian est de plus en plus souvent possédé par l'âme de Mordred Gordon.
Chapitre 4 : Au matin, Adrian parvient finalement à entrer dans la pièce souterraine bloquée par la pierre de la veille. Il y trouve effectivement un portail magique. Cependant, pour être ouvert, le portail doit être activé à l'aide d'une boule noire posée sur un socle présent à côté. Revenant au village, Adrian découvre que ce genre de boule peut se trouver dans un tumulus. Il part vers la zone des marécages, trouve un tumulus, et parvient à s'emparer d'une boule grâce à une vision de Mordred qui lui indique où est exactement caché l'objet. Grâce à sa découverte, Adrian peut activer le portail et passe au travers. Il se retrouve dans le lieu sous l'académie où Louis est mort trois semaines plus tôt. En trouvant une autre boule noire, Adrian peut réactiver le portail par lequel il est venu, ce qui l'amène cette fois-ci dans la salle d'invocation. L'âme de Mordred parvient alors à prendre possession du corps d'Adrian. Ce dernier, possédé par l'âme maléfique de son ancêtre, repart vers le château de Black Mirror.
Chapitre 5 : Adrian se réveille dans la chambre de Samuel. Se rendant compte de l'aggravation de sa folie, il décide de se suicider comme son père Samuel dans Black Mirror 1, qui avait lui aussi accompli le rituel. Alors qu'il s'apprête à sauter d'une tour du château, Valentina Antolini arrive dans le parc et lui crie de ne pas le faire. Une fois Adrian descendu, Antolini explique être envoyée par le Vatican, qui a un rôle important en lien avec la protection du Black Mirror, un grand miroir magique caché dans le sous-sol du château et sur lequel des Gardiens doivent veiller. Adrian est le seul Gardien encore vivant. Antolini a pour mission de faire sortir l'âme maléfique de Mordred du corps d'Adrian. Elle l'emmène à l'église pour tenter un exorcisme qui échoue.
Chapitre 6 : Adrian est de retour au château et se repose. Le joueur joue le personnage d'Antolini. Celle-ci recherche dans le château l'entrée des catacombes et la trouve dans la bibliothèque. Une fois Adrian réveillé, les deux personnages descendent dans les catacombes et parviennent à descendre par un ancien puits jusqu'à une salle secrète. Après quelques difficultés, les deux personnages parviennent dans la salle qui abrite le gigantesque Black Mirror. Antolini fait allonger Adrian devant le miroir et l'empoisonne avec son consentement. Adrian étant mort, son âme libérée peut combattre l'âme de Mordred et la vainc. L'âme de Mordred est finalement emprisonnée dans le Black Mirror, et Antolini fait une injection d'adrénaline à Adrian pour réanimer celui-ci en faisant revenir son âme victorieuse dans son corps. La malédiction séculaire des Gordon a pris fin.

## Système de jeu
Black Mirror 3 est un jeu d'aventure utilisant le principe du point & click comme ses prédécesseurs The Black Mirror et Black Mirror 2. C'est un jeu à la troisième personne : le joueur n'incarne pas le personnage qu'il contrôle (Adrian Gordon ou Valentina Antolini), mais le dirige à l'écran. Il s'agit d'un jeu en 2,5D : les décors sont en 2D (statiques avec parfois des animations qui s'y superposent) tandis que les personnages sont en 3D.

## Accueil
Le jeu a été bien accueilli par la critique, recevant une note moyenne de 80 % selon MobyGames et de 70 % selon GameRankings.
Black Mirror 3 a été élu « jeu PC de l'année 2011 » (« PA d'Or ») par le site Planète Aventure.
Black Mirror 3 a été testé le 29 avril 2011 sur le site Jeuxvideo.fr où il a reçu la note de 9/10.